# Laguna Nuevo Mundo
Laguna Nuevo Mundo är en sjö i Bolivia.   Den ligger i departementet Beni, i den centrala delen av landet, 400 km norr om huvudstaden Sucre. Laguna Nuevo Mundo ligger 175 meter över havet. Arean är 58 kvadratkilometer. Den sträcker sig 9,1 kilometer i nord-sydlig riktning, och 10,6 kilometer i öst-västlig riktning.
Runt Laguna Nuevo Mundo är det mycket glesbefolkat, med 2 invånare per kvadratkilometer.